# ألف ليلة وليلة (مسلسل 2015)
ألف ليلة وليلة مسلسل تلفزيوني مصري فنتازي عُرض في شهر رمضان 1436 هـ/2015 ميلادي. المسلسل المستوحى من قصص ألف ليلة وليلة من كتابة محمد ناير، وإخراج عزيز عبد الرؤوف، وبطولة نيكول سابا، شريف منير، أمير كرارة، آسر ياسين، نسرين طافش، قيس شيخ نجيب، ويوسف شعبان. وقبل عرض المسلسل أعلن فريق المسلسل عن عزمه المضي في تصوير جزء ثانٍ للعمل.

## القصة
المسلسل يتكون أساسًا من قصتين الأولى من بطولة أمير كرارة بدور القبطان نجم الدين، وبدور شهريار الممثل المصري شريف منير في حين تؤدي دور شهرزاد الفنانة اللبنانية نيكول سابا. وترتكز القصة على بحار يبحث عن كنز مفقود فيما ترافقه فتاة فاقدة للذاكرة، وتبحث عن جذورها. وتدور القصة الثانية حول ساحر يقع في حب أختين توأم متطابقتين في الشكل لكن مختلفتين كليًا في الطباع تؤدي دورهما الفنانة نسرين طافش.

## طاقم التمثيل
- شريف منير: (شهريار)
- نيكول سابا: (شهرزاد)
- أمير كرارة: (نجم الدين)
- آسر ياسين: (سعد)
- عائشة بن أحمد: (قمر الزمان)
- نسرين طافش: (أفنان / كليلة)
- قيس الشيخ نجيب: (الإمبراطور كسرى)
- هنا الزاهد: (دنيا زاد)
- كمال أبو رية: (النعمان)
- نهال عنبر: (والدة شهرزاد)
- ياسر علي ماهر: (حسان والد شهرزاد)
- محمد وفيق: (الملك فخريار والد شهريار)
- ناصر سيف: (الملك ياشين)
- محمد خميس: (كبير حرس الملك ياشين)
- محمد عبد المعطي: (شواف)
- نورهان: (نورين شاه)
- عزت أبو عوف: (الملك المختار)
- عماد رشاد: (الوزير مأمون)
- ندى بسيوني: (الملكة قوت القلوب)
- محمد عبد الرحمن: (شلش مساعد نجم الدين)
- إيهاب فهمي: (أكمل أخو شهريار)
- حسني شتا: (شامل أخو شهريار)
- مادلين طبر: (أماهير)
- صلاح عبد الله
- أيمن قنديل: (الملك طهروس)
- أيمن الشيوي: (وزير الملك ياشين)
- محمود حجازي: (غندور البحار)
- مؤمن نور: (آصف ابن الوزير مأمون)
- سناء شافع: (معروف الزقزاق)
- محمود متولي: (شقلوب)
- طاهر أبو ليلة: (ضمضم)
- نبيل عيسى
- إنجي أبو زيد: (حسن شاه أم شهريار)
- مصطفى درويش
- عنبر: (مونيار جارية الملك شهريار)
- مجدي فكري: (درميل)

## البث
| الدولة        | القناة                 | ملاحظات |
| ------------- | ---------------------- | ------- |
| العالم العربي | إم‌ بي‌ سي 1             |         |
| مصر           | إم بي سي مصر           |         |
| لبنان         | إم تي في اللبنانية     |         |
| لبنان         | قناة لبنان 24          |         |
| الأردن        | قناة رؤيا الفضائية     |         |
| العراق        | قناة السومرية الفضائية |         |
| الكويت        | تلفزيون الكويت         |         |
| الجزائر       | دزاير تي في            |         |